# Andrew Zerzan

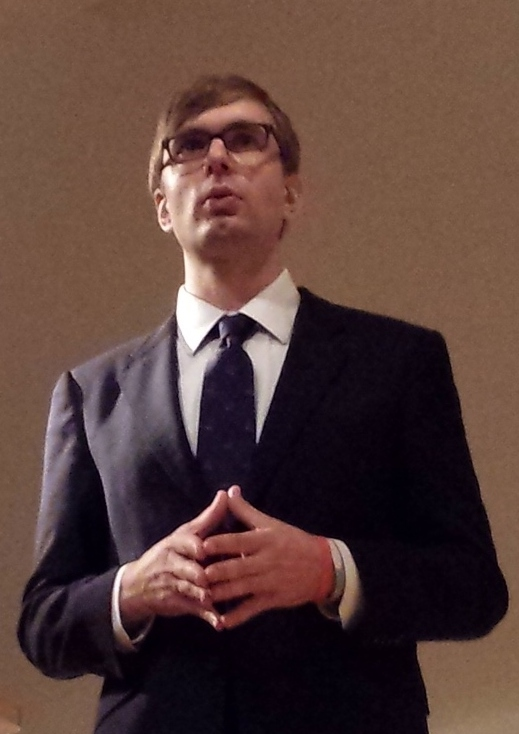
Andrew Zerzan dando una conferencia sobre regulación financiera a estudiantes y académicos, 2014

Andrew Zerzan (nacido el 27 de mayo de 1981) es un exfuncionario del Banco Mundial y secretario del grupo de trabajo del Equipo Especial sobre la Ejecución de la Lucha contra el Terrorismo. Es Director de Educación en el British Council. Andrew es un conferenciante habitual en temas de desarrollo económico y delitos financieros y una fuente de referencia en temas contra el lavado de dinero. En 2014 fue elogiado por su trabajo de creación de un programa de gestión de riesgos a nivel mundial en los Premios de Gestión de Riesgos de la Ciudad de Londres (City’s of London’s Risk Management A).

## Primeros años y educación
Zerzan nació en Estados Unidos. Se graduó en la Universidad de Toronto con una doble licenciatura en política y economía, y posteriormente estudió regulación financiera y comercial en la London School of Economics.

## Investigación y vida profesional
Zerzan ha trabajado en iniciativas de las Naciones Unidas, el Banco Mundial y la Fundación Bill y Melinda Gates para transformar el modo en que los pobres mueven activos financieros. Sus colegas y él desarrollaron las primeras herramientas de evaluación de riesgos para ayudar a las empresas y a los reguladores a calibrar las respuestas a los riesgos reales. Por este trabajo fue galardonado con el Premio al Profesional Junior del Año por el Banco Mundial.
En el British Council, Zerzan ayudó a formar una colaboración entre el Reino Unido y China. El objetivo de esta asociación es poner en contacto a estudiantes de sectores como la sanidad, la seguridad alimentaria, las energías renovables y la fabricación. Por este motivo, el British Council y el Ministerio de Educación han concedido financiación a casi 30 universidades, entre ellas la Universidad de Pekín, la Universidad Tecnológica de Dalian, la Universidad de Leeds y el King's College de Londres. El Reino Unido se está convirtiendo en uno de los destinos preferidos por los estudiantes de China y, según las estadísticas del Servicio de Admisión de Universidades y Colegios Universitarios, "el número de solicitantes universitarios procedentes de China ha aumentado un 30% durante el presente curso académico".
Desde entonces, Zerzan ha participado ampliamente en debates públicos sobre el impacto de la tecnología en el desarrollo global, especialmente en el tercer mundo. Ha pronunciado discursos sobre la banca móvil y los delitos financieros en los países en desarrollo. Desde 2012 es profesor invitado en la London School of Economics. En 2006, Zerzan destacó por su contribución a un informe sobre tecnologías de la información del laboratorio de ideas sin fines de lucro RiOS Institute.
Zerzan ha realizado investigaciones sobre los riesgos de blanqueo de capitales de los servicios financieros de telefonía móvil, los riesgos de las nuevas tecnologías para los pagos y la lucha contra el terrorismo.
Zerzan ha formado parte de la junta de la organización benéfica The International Debate Education Association (IDEA), tanto en Londres como en el extranjero, y también ha realizado labores de voluntariado para la organización sin ánimo de lucro West London Zone. Anteriormente fue Director de Proyectos de Regulación de Mobile Money for the Unbanked, una iniciativa patrocinada por la Fundación Bill y Melinda Gates para ampliar los servicios financieros a quienes viven con menos de 2 dólares al día.

## Lista de publicaciones seleccionadas
- Por qué los científicos deben comunicarse claramente con el público, 2019[16]
- Cómo hacer que la asociación con una universidad china sea un éxito, 2019[17]
- Policing Financial Services: Surveying the Anti-Money Laundering Regulatory Regime (Vigilancia de los servicios financieros: Vigilando el Régimen Regulatorio Contra el Blanqueo de Capitales), 2011[18]
- ¿Nuevas tecnologías, nuevos riesgos?: Innovación y lucha contra la financiación del terrorismo, 2010[19]
- Guía del sector: Metodología para evaluar los riesgos de blanqueo de capitales y financiación del terrorismo, 2010[2]